# Ayako Sana
Ayako Sana (眞 恵子; Tokyo, 18 maggio 1985) è un'ex pallavolista giapponese.
Giocava nel ruolo di schiacciatrice.

## Carriera
La carriera di Ayako Sana a livello scolastico, con la formazione del Liceo Gakuen; nel 2001 prende parte al campionato mondiale pre-juniores, ricevendo il premio di miglior servizio. Diventa professionista nella stagione 2004-05, debuttando nella V.Premier League con le Denso Airybees; resta legata al club per ben cinque stagioni, raggiungendo la finale scudetto nel campionato 2007-08 e vincendo il Torneo Kurowashiki 2008.
Nella stagione 2009-10 viene ingaggiata dalle Toyota Queenseis, club al quale si lega per cinque stagioni, raggiungendo la finale della Coppa dell'Imperatrice 2011 e vincendo il Torneo Kurowashiki 2014; al termine del campionato 2013-14 riceve un premio d'onore per le 230 presente in massima serie, tuttavia si ritira dall'attività agonistica al termine della stagione.

## Palmarès

### Club
- Torneo Kurowashiki: 2

2008, 2014

### Premi individuali
- 2001 - Campionato mondiale pre-juniores: Miglior servizio
- 2014 - V.Premier League giapponese: Premio d'onore